# Benny Schmidt
Benny Gotfred Schmidt født 25. juni 1929 i Horsens, er en dansk tidligere officer og idrætsmand. Han deltog i moderne femkamp  i de olympiske lege i Rom 1960 og var dansk fanebærer under indmarchen ved åbningsceremonien.

## Militærkarrieren
I november 1948 påbegyndte Benny Schmidt sin værnepligt ved Den Kongelige Livgarden i Sandholmlejren. Her indledte han en officersuddannelse, som førte til ansættelse som underviser ved Hærens Officersskole på Frederiksberg Slot. Derefter førte den militære karriere ham til Jydske Dragonregiment i Holstebro hvor han forblev kun afbrudt af en fireårig udstationering ved Nato-hovedkvarteret AFNOTH i Oslo. Han afsluttede militærkarrieren som oberstløjtnant ved Forsvarets Efterretningstjeneste.
Benny Schmidt blev i 1987 hædret med Ridderkorset af 1. grad. Han bor i dag i Odder.

## Idrætskarrieren

### Atletik
Benny Schmidt begyndte at dyrke atletik i Horsens fS og opnåede at komme på klubbens hold i den jyske holdkampsturnering. Han fortsatte atletikkarrieren i Østerbro-klubben Sparta, hvor han i 1953 var på det 4 x 100 meter stafethold, som på Østerbro Stadion vandt det danske mesterskab. Holdet bestod af Jørgen Nielsen, Otto Rosenvard, Helmuth Duholm og Benny Schmidt. Året efter blev det til to individuelle
bronzemedaljer på henholdsvis 100 og 200 meter ved DM på Odense Stadion. Efter mesterskaberne blev han udtaget til landsholdet på  4 x 100 meter, som den 21. august 1954 i Bremen mod Vesttyskland satte dansk rekord i tiden 42,1.

### Ridning
På et rent militærhold fra Holstebro Rideklub var Benny Schmidt den 15. september 1957 med til at vinde det danske mesterskab i ridebanespringning for klubhold, som fandt sted i Bygholm Park i Horsens.

### Moderne femkamp
Det blev dog i moderne femkamp, at Benny Schmidt for alvor nåede fremgang. Han blev dansk mester fire gange i årene 1956-1959. Internationalt blev til en 33. plads  ved VM i Stockholm 1957 og året efter blev til en 14. plads ved VM i Aldershot ved London. 
Han blev i 1960 udtaget til de olympiske lege i Rom, efter at han ved udtagelsesstævnet i Stockholm allerede i den første øvelse terrænridningen kom ud for et alvorligt styrt.
Han genemførte hele stævnet og kvalificerede sig på et hængende hår til OL. Ved OL han nåede en 47. plads efter en skuffede i pistolskydning, hvor han skød under vanlig standard.
Efter konkurrencerne udtalte Benny Schmidt til dagbladet BT: "Jeg er ærlig talt skuffet. Skydningen ødelagde hele billedet. Den forbier kostede mig mindst 300 point. Efter et halvt års intens træning havde jeg sat næsen op efter at blive placeret i den bedste halvdel."

## Idrætsmeriter

### Olympiske Lege
- Rom 1960. Moderne femkamp: Samlet nr. 47 - 3810 point. Fordelt på disciplinerne: 
  - Terrænridning 4,5 km, 32. plads med 994 point.
  - Kårdefægtning 22. plads med 747 point.
  - Pistolskydning: 49. plads med 174 skivepoints / 580 point.
  - Svømning 300 m fri, 56. plads i tiden 5.32,0 / 540 point.
  - Terrænløb 4,5 km, 30. plads i tiden 15.17,1 / 949 point.

### Verdensmesterskaber

#### Moderne femkamp
- 1957 - 33. plads - 2913 point.
- 1958 - 14. plads - 3994 point.

### Danske mesterskaber

#### Atletik
Denne liste er ufuldstændig; hjælp gerne med at udfylde den.
- Guld 1953 4 x 100 meter - tid 44,3.
- Bronze 1954 100 meter - tid 11,3.
- Bronze 1954 200 meter - tid 22,8.

#### Moderne femkamp
- Guld 1956 - 3596 point.
- Guld 1957 - 3826 point.
- Guld 1958 - 3927 point.
- Guld 1959 - 3574 point.

#### Ridebanespringning
- Guld 1957 - holdmesterskab

### Dansk rekord

#### Atletik
- 4 x 100 meter 1954 - 42,1 (med landsholdet)

### Personlige rekorder

#### Atletik
Denne liste er ufuldstændig; hjælp gerne med at udfylde den.
- 100 meter:
- 200 meter:
- 400 meter hæk: 55,4 (1955)

### Udmærkelser
- Johan Hansens Mindepokal (Holstebroprisen) 1956
- Dansk Militært Idrætsforbunds hædersbevisning Bronzeemblem 2014